# اما لازاروس
اما لازاروس (به انگلیسی: Emma Lazarus) شاعر اهل ایالات متحده آمریکا بود که بخاطر سرودن سونت غول جدید در سال ۱۸۸۳ شناخته می‌شود. این سونت به صورت لوحی برنزی در پایه ستون مجسمه آزادی در سال ۱۹۰۳ نصب شده است.

## زندگی‌نامه
وی در ۲۲ ژوئیه ۱۸۴۹در یک خانواده از یهودی سفاردی در نیویورک سیتی متولد شد. والدین وی «موسِس لازاروس» و «استر نِیتن» نام داشتند. وی در ادب کلاسیک و زبان‌های خارجی آموزش دید. اولین کتاب شعر و ترجمه‌های در سال ۱۸۶۷ هنگامی که وی سال ۱۸سن داشت منتشر شد. در طول عمر خویش دو بار به اروپا سفر نمود بار اول در سال ۱۸۸۳ و بار دوم بین سال‌های ۱۸۸۵ تا ۱۸۸۷. در سال ۱۸۸۳زمانی که شورای نیویورک سیتی تلاش می‌کرد هزینه سکوی مجسمه آزادی را زمانی که اصل مجسمه در پاریس در دست ساخت بود، جمع‌آوری کند، تعدادی از هنرمندان و نویسندگان مشارکت کردند که آثارشان برای گردآوری هزینه این مجسمه به مزایده گذاشته شود.

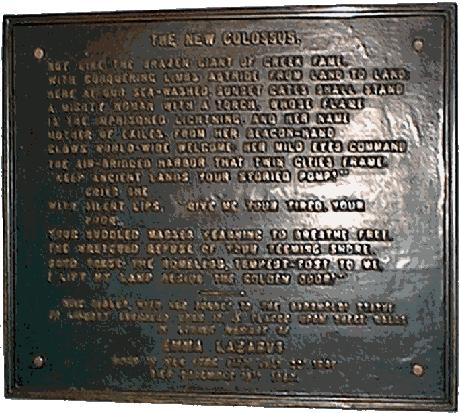

لازاروس شعر «غول جدید» را به افتخار مجسمه فردریک آگوست بارتولدی سرود که هم نماد دوستی آمریکا و فرانسه بود، و هم ادای دینی بود به آرمان آزادی. او پیش بینی می‌کرد که این مجسمه نو، برخلاف مجسمه رودس، که از عجایب هفت‌گانه دنیای کهن است، «مادر تبعیدیان» شود و از تبعیدیان سایر ملت‌ها استقبال کند. در سال ۱۸۸۳، در حالی که مجسمه استقلال آمریکا در حال ساختن بود، از اما لازاروس خواسته شد تا برای جمع‌آوری ساخت این مجسمه در نیویورک سیتی مطلبی بنویسد تا به مزایده گذاشته شود. در آن زمان، لازاروس در یک برنامه خیریه برای پناهندگانی که از کشتارهای ضدیهودی در اروپای شرقی فرار کرده بودند شرکت می‌کرد. مواجهه با بیچارگی و زجری که لازاروس سابق بر این مشاهده کرده بود الهام بخش او شد تا همدردی خود را با آن پناهندگان از طریق «غول جدید» بیان کند. زمانی که لازاروس «غول جدید» را نوشت، چندان از آن استقبال نشد. وقتی در سال ۱۸۸۶ از مجسمه آزادی پرده‌برداری شد، از شعر لازاروس نامی به میان نیامد. لازاروس آخرین کتاب خویش را در سال ۱۸۸۷ به چاپ رساند. در سال ۱۸۸۷ بار دوم که از اروپا بازگشت وی به شدت بیمار بود که در نهایت دو ماه بعد در ۱۹ نوامبر ۱۸۸۷ به علت لنفوم هوچکین درگذشت. در سال ۱۹۰۳ «جورجینا شویلر» (Georgina Schuyler)، که از ستایندگان لازاروس بود، ماموریت یافت که شعر لازاروس را نوشته بر لوحی برنزی داخل مجسمه قرار دهد. این مجسمه در ابتدا قرار بود صرفاً نماد آزادی آمریکایی باشد، ولی ابیات به یاد ماندنی لازاروس «به من بدهید وامانده‌های خود را، مسکینان خود را، توده‌های درهم کز کرده خود را که آرزوی تنفس در آزادی را دارند» معنای جدیدی به این مجسمه داد. در سال ۱۹۴۵ لوحی که حامل شعر لازاروس بود، از داخل مجسمه آزادی به ورودی آن منتقل شد.